# مثنان أزغب
مثنان أزغب (الاسم العلمي:Thymelaea pubescens) هي نوع من النباتات يتبع جنس المثنان من الفصيلة المثنانية.